# Латарцев, Владимир Андреевич
Владимир Андреевич Латарцев (1 января 1942, Марьинский район, Сталинская область, Украинская ССР) — механизатор колхоза имени Кирова Марьинского района Донецкой области, Украинская ССР. Герой Социалистического Труда (1973).

## Биография
Родился в 1942 году в крестьянской семье в одном из сельских населённых пунктов Марьинского района. После окончания местной школы проходил срочную службу в Советской Армии, после которой возвратился на родину и трудился механизатором в колхозе имени Кирова Марьинского района (председатель — Дмитрий Миронович Чернобай, 1950—1969) с центральной усадьбой в селе Доброволье (сегодня — Богоявленка Волновахского района).
Ежегодно показывал высокие трудовые результаты. По итогам работы в годы Восьмой пятилетки (1966—1970) награждён Орденом Ленина. Досрочно выполнил плановые задания и социалистическое обязательство третьего года Девятой пятилетки (1971—1975). По итогам работы в 1973 году стал победителем в социалистическом соревновании серди механизаторов Донецкой области. Указом Президиума Верховного Совета СССР от 8 декабря 1973 года удостоен звания Героя Социалистического Труда за «большие успехи, достигнутые во Всесоюзном социалистическом соревновании, и проявленную трудовую доблесть в выполнении принятых обязательств по увеличению производства и продажи государству зерна и других продуктов земледелия в 1973 году» с вручением ордена Ленина и золотой медали «Серп и Молот» (№ 17332).
После выхода на пенсию проживает в селе Богоявленка Волновахского района.
Награды
- Герой Социалистического Труда
- Орден Ленина — дважды (08.04.1971; 1973)